# Battaglia di Durazzo (1081)
La battaglia di Durazzo ebbe luogo il 18 ottobre 1081 e vide contrapposti da una parte l'Impero bizantino, guidato da Alessio I, dall'altra i Normanni di Roberto il Guiscardo.

## Antefatto
Nel maggio del 1081 Roberto il Guiscardo si stabilì in Albania per pianificare la conquista dei Balcani a danno dell'Impero Bizantino. Già all'epoca era chiaro l'intento del Guiscardo di impossessarsi del trono di Bisanzio, rivendicato da Costantino Ducas, figlio del deposto Michele VII e genero di Roberto in quanto marito della figlia Olimpia. Ma Niceforo III, che aveva deposto Michele nel 1078, fu a sua volta spodestato e all'arrivo di Roberto nei Balcani, sul trono di Costantinopoli sedeva Alessio I. Per dar forza alle proprie rivendicazioni, il Guiscardo pensò di spacciare Costantino per l'imperatore deposto, anziché per il suo erede.

## L'assedio di Durazzo
Nel giugno di quell'anno il Guiscardo marciò verso nord e cinse d'assedio Durazzo, capitale della regione, i cui abitanti non furono per nulla impressionati dall'arrivo del falso Michele. La città, infatti, adagiata su una penisola protesa verso l'Adriatico, era ben preparata sia agli attacchi da terra che da mare. Il Doge Domenico Selvo, sposato con una nobildonna dell'aristocrazia di Costantinopoli non esitò a comandare in persona una flotta in aiuto di Alessio e bloccarono le navi del Guiscardo all'interno del porto, costringendo il Normanno ad inviare il figlio Boemondo a trattare con loro. Quando essi si rifiutarono di riconoscere il falso Michele e insultarono Boemondo, Roberto passò all'attacco.
Le sue navi furono distrutte nel corso di una breve battaglia navale permettendo la conquista di Durazzo da parte dei Veneziani, mentre la guarnigione guidata da Giorgio Paleologo sconfisse i Normanni fuori dalla città e distrusse le loro torri d'assedio. A questa prima sconfitta seguì in breve un'epidemia che colpì le truppe normanne. Secondo Anna Comnena, storica bizantina figlia di Alessio, la pestilenza uccise più di diecimila uomini.
Nonostante l'infelice esordio, il Guiscardo continuo l'assedio, mentre Alessio lasciava Costantinopoli e gli andava incontro con le sue armate. Sempre secondo le cronache di Anna, Roberto aveva ai suoi ordini circa trentamila uomini, mentre Alessio disponeva di un esercito di circa ventimila soldati, molto composito per origini e formazione: tagmata della Tracia e della Macedonia, unità d'élite excubita e vestiaritae, una schiera di cosiddetti manichei (eretici bogomili organizzati in unità militari), cavalleria tessalica, mercenari franchi e turchi (questi ultimi comandati dal generale eunuco Taticius), coscritti balcanici, fanteria armena, alcuni Variaghi e altre truppe leggere. Mentre Alessio marciava verso l'Adriatico, il Paleologo annientava altre macchine da guerra del Guiscardo.

## La battaglia
L'intenzione dell'imperatore era quella di attaccare i Normanni già al suo arrivo, in ottobre, contrariamente ai consigli del Paleologo e di altri ufficiali. Grazie all'aiuto delle sue spie, il Guiscardo seppe tempestivamente della venuta di Alessio e spostò il suo esercito fuori dalla città per prepararsi alla battaglia. Nel frattempo cercò anche di negoziare col suo rivale, secondo una tattica utile a mettere in stallo la situazione e guadagnare tempo: egli infatti avanzò all'imperatore condizioni evidentemente inaccettabili, anche se Anna non fornisce dettagli al riguardo.
Roberto divise il proprio esercito in tre tronconi, ponendo se stesso al comando del centro, il figlio Boemondo a sinistra e Amico di Giovinazzo a destra. Anche Alessio fece lo stesso, comandando personalmente il centro (dov'erano posizionati i Variaghi) e ponendo Gregorio Pacuriano a sinistra e Niceforo Melisseno a destra.
Il 18 ottobre, mentre l'imperatore marciava in testa all'esercito, un contingente di arcieri fu posizionato dietro le linee dei Variaghi, che di tanto in tanto si spostavano in modo da permettere alle frecce di colpire i Normanni, per poi richiudersi a difesa degli arcieri. Il Guiscardo tentò di rimuovere i Variaghi dalla loro posizione con una carica di cavalleria, che fu però respinta dagli arcieri. Il conte Amico caricò congiuntamente le ali di centro e di sinistra ma i Variaghi tennero le loro posizioni e Pacuriano riuscì a rompere l'attacco facendo fallire l'offensiva. Le truppe di Amico, prese dal panico, fuggirono verso il mare, inseguite dai Variaghi.
Fu a questo punto che comparve sul campo di battaglia Sichelgaita, terribile principessa guerriera sposa del Guiscardo, descritta da Anna come "una seconda Atena". Sichelgaita raggiunse e tenne sotto scacco le file dei Variaghi, che presi dalla foga della battaglia avevano dimenticato una delle regole fondamentali della strategia militare bizantina: mai inseguire le truppe in fuga, poiché gli inseguitori, tagliati fuori dal resto dell'esercito, risultano vulnerabili ad un attacco separato. Ed è infatti quello che accadde: il Guiscardo inviò contro di loro i suoi fanti, che approfittando della stanchezza dei nemici, fiaccati dall'inseguimento dei fuggiaschi, inflissero loro pesanti perdite. I superstiti trovarono riparo in una chiesa, che fu data alle fiamme dai Normanni. Nel rogo morirono tutti.
Sebbene entrambi gli schieramenti avessero perso un intero fianco, il Guiscardo poteva contare ancora sulla propria cavalleria pesante, rimasta fuori dal campo come riserva. I cavalieri, lanciati contro Alessio e il centro del suo esercito, seminarono un terrore tale da indurre i mercenari turchi e bogomili alla diserzione. Lo stesso imperatore, sprovvisto di forze sufficienti, si diede alla fuga, inseguito prima da Amico, che riuscì a sconfiggere, poi dalle lance normanne. Anna Comnena racconta che solo l'intervento divino poté salvargli la vita - scusandosi in seguito coi lettori per aver dedicato così tanto spazio alle sofferenze del padre.
Alessio perse in battaglia circa cinquemila uomini, compreso Costantino, figlio dell'imperatore Costantino X, mentre i Normanni occuparono il suo campo e depredarono le sue ricchezze. Le perdite subite dall'esercito del Guiscardo ci sono ignote: all'epoca, essi si vantarono di aver perso solo trenta uomini, il che è ovviamente impossibile.

## Esito
La battaglia di Durazzo costituì una pesante sconfitta per Alessio. Già con la battaglia di Manzikert del 1071 l'Impero aveva perso quella parte dell'Anatolia che rappresentava il cuore del dominio bizantino e ora anche i Balcani erano prossimi a cadere in mano straniera. Il Guiscardo dopo una prima sconfitta riconquistò Durazzo scacciando i Veneziani e nel giro di pochi mesi sottomise buona parte della Grecia settentrionale. Alessio prese accordi con l'imperatore Enrico IV al fine di attaccare i Normanni in Italia, ma mentre il Guiscardo rientrava in patria per scongiurare diplomaticamente questa evenienza, Alessio subì da Boemondo altre due sconfitte. Riuscì ad espellere i Normanni dai Balcani solo nel 1083.